# 돌기둥근잎박쥐
돌기둥근잎박쥐(Hipposideros inexpectatus)는 잎코박쥐과에 속하는 박쥐의 일종이다. 인도네시아의 토착종이다.

## 특징
전완장이 100.8mm인 대형 박쥐다.

## 생태
동굴에 큰 무리를 지어 생활하는 것으로 추정된다. 먹이는 앞이 트인 공간에서 포획하는 곤충이다.

## 분포 및 서식지
술라웨시섬 중부의 한 곳과 북부의 두 곳에서만 알려져 있다.